# Helmuth Karl Bernhard von Moltke
Helmuth Karl Bernhard von Moltke gróf, az „idősebb Moltke” (Moltke der Ältere) (Parchim, 1800. október 26. – Berlin, 1891. április 24.) porosz királyi tábornagy, 1858–1871 között a porosz királyi haderő vezérkari főnöke, majd 1888-ig a német császári nagyvezérkar főnöke. Kiváló katonai stratéga volt. A porosz (majd az egyesített német) haderő az ő hadvezéri irányításával vívta ki háborús győzelmeit az 1864-es porosz–osztrák–dán háborúban, az 1866-os porosz–osztrák háborúban és az 1870–71-es porosz–francia háborúban. Kiemelkedő szerepet játszott – Bismarck kancellár mellett – a Német Császárság 1871-es létrehozásában.

## Élete

### Katonai pályájának kezdetei
Helmuth Karl Berhardt a mecklenburgi Moltkék ősi nemesi családjából származott. Apja 1805-ben, a napóleoni háborúk idején költözött a dániai Holstein grófságba. Lübecki családi otthonukat felperzselték Napóleon csapatai, akik a negyedik koalíciós háború idején elfoglalták Mecklenburgot. Helmuth, testvéreivel együtt szűkös viszonyok között gyermekeskedett. 9 éves korában apja a hohenfeldei internátusba küldte. 11 éves korában – mindkét fivérével együtt – hadapródként belépett a dán királyi hadseregbe. 1817-ig kijárta a koppenhágai Hadapródiskolát. 1818. január 20-án a hadseregben eltöltött ideje (Ancienneté) alapján alhadnagyi (sekondløjtnant) rangot kapott, és szolgálatba lépett a dán „Oldenburg” gyalogezredben, a schleswig-holsteini Rendsburg városában (e tartomány 1864 előtt a Dán Királysághoz tartozott).
Úgy ítélte, hogy a kis dán hadsereg nem kínál számára megfelelő előrelépést, ezért 1822-ben átjelentkezett a porosz királyi haderőbe. Alhadnagyként (Secondelieutenant) a III. Frigyes Vilmos porosz királyról elnevezett gránátosezredbe (Leibgrenadier-Regiment König Friedrich Wilhelm III) osztották be, az Odera-menti Frankfurtban állomásozott. 1823–1826 között kijárta a porosz vezérkari tiszteket képző Hadiakadémiát (Kriegsakademie). Egy évig az Odera-menti Frankfurt hadapródiskolájában oktatott, majd három éven át Sziléziában és a Poseni Nagyhercegségben volt szemléző.
Az ifjú Moltke sokoldalú, színes egyéniség volt, hajlamai a történelem és az utazások felé vonzották. 1827-ben adták ki „A két barát” (Zwei Freunde) c. novelláját. 1831-ben esszét írt, „Hollandia és Belgium kétoldalú kapcsolatai, a II. Fülöp alatti szétválástól a I. Vilmos alatti egyesülésig” címmel. 1828-ban – saját megfigyelései alapján – tanulmányt írt „Lengyelország belső körülményei és társadalmi viszonyai” címmel. 1832-ben szerződést kötött egy kiadóval, hogy 75 márka fizetségért lefordítja Gibbon angol történész 12 kötetes főművét, a „A Római Birodalom hanyatlásának és bukásának történeté”-t (The History of the Decline and Fall of the Roman Empire). Keresményéből lovat kívánt vásárolni. 18 hónap alatt 9 kötetet fordított le, de a kiadó nem tudta kiadni a könyvsorozatot, és Moltke mindössze 25 márkát kapott kézhez.
1832-ben főhadnagyként a vezérkari tartalék tisztek listájára került, 1833-ban beosztották a porosz hadsereg vezérkarához. Berlini felettesei, köztük Vilmos királyi herceg altábornagy, (a későbbi porosz király, majd német császár) felfigyeltek a fiatalember katonai képességeire.

### Az Oszmán Birodalom katonai tanácsadója
1835-ben századossá léptették elő. Ekkor hat hónapra szabadságoltatta magát, egy délkelet-európai tanulmányút céljából. Konstantinápolyban tartózkodott, amikor II. Mahmud szultán (1785–1839) felkérte, lépjen szolgálatába, és katonai tanácsadóként segítse a szultáni haderő modernizálását. Az Oszmán Birodalom 1833-ban Muhammad Ali pasa (1769–1849) egyiptomi alkirály lázadása nyomán elveszítette Szíria tartományt. Moltke 1836–1839 között (német felettesei hozzájárulásával) a török szárazföldi csapatok kiképzését végezte. Közben tanulmányozta Konstantinápoly védelmi rendszerét, beutazta a Fekete-tenger partvidékét, a Boszporusz és a Dardanellák vidékét, Bulgáriát, Ruméliát, a Torosz-hegységet, és a mezopotámiai sivatagot. 1838-ban a szultáni csapatok tanácsadójaként részt vett egy kurdok elleni hadjáratban, Örményországban.
Az 1838–1839-es expedíciók során Moltke első európaiként felfedezte és leírta az Adıyaman közelében fekvő Nemrut-hegyet (Nemrut Dağı), annak ókori rommezejét, és egy i.e. 1. századból való királyi síremléket is, amelyet Karl Sester mérnök I. Antiokhosz Teosz kommagénéi király halotti emlékműveként azonosított, bár magát a királyi sírt nem találta meg. (Négy évtizeddel később, már grófként és tábornagyként Moltke két német régészeti expedíció kiküldését finanszírozta ugyanerre a lelőhelyre, az elsőt Otto Puchstein, a másodikat Carl Humann, a Pergamon-oltár feltárója vezette, aki részletesen publikálta eredményeit).
Ugyanebben az évben a szultán Szíria visszahódításáról döntött. Moltke a nyár folyamán intenzív felderítést végzett Mezopotámiában. Több ezer mérföldet tett meg lóháton, feltérképezte a sivatagot és az Eufrátesz gázlóit. 1839 tavaszán erős szultáni hadsereg indult dél felé, hogy megütközzék a Muhammad Ali pasa fia, Ibrahim pasa (1789–1848) által vezetett egyiptomi csapatokkal. Moltke a vezérkar tagjaként velük tartott, haditervét azonban a haderő parancsnoka elutasította. Moltke lemondott vezérkari tisztségéről, a tüzérségnél kapott beosztást. 1839. június 24-én Mardin tartományban, a mai török-szír határvidéken, Niszibisz mellett lefolyt a döntő ütközet. A szultáni haderő súlyos vereséget szenvedett, az Oszmán Birodalmat csak a londoni szövetség beavatkozása mentette meg a széteséstől. Moltke nagy nehézségek között jutott vissza a Fekete-tengerhez, majd Konstantinápolyba. Patrónusa, II. Mahmud szultán ekkor már halott volt. Moltke hazatért Berlinbe, ahová 1839 decemberében érkezett meg, a viszontagságok miatt leromlott egészségi állapotban.
Az Oszmán Birodalom katonai és politikai helyzetéről szerzett személyes tapasztalatait Moltke a „A félhold fényénél” (Unter dem Halbmond) című művében foglalta össze, amelynek ezt az alcímet adta: „Levelek a törökországi állapotokról és eseményekről, az 1835–1839 közötti évekből.” A hanyatló Oszmán Birodalomról, „Európa beteg emberéről” Moltke így írt: „A napnyugati haderők feladata hosszú időn át az volt, hogy korlátok között tartsák a terjeszkedő oszmán-török hatalmat. Ma úgy tűnik, az európai politika fő gondja az, meghosszabbítsák annak tengődését”.
1840. április 20-án Moltke megnősült. Férjezett nővérének, Augusztának fogadott leányát, egy Mary Burt nevű angol leányt vett feleségül. Boldog házasságban éltek, de gyermekük nem született.
1840-ben Moltkét a porosz 4. hadsereg törzséhez helyezték, berlini állomáshellyel. Kiadott egy könyvet, Konstantinápoly saját kezűleg készített térképével, és Kis-Ázsia új térképével, amelyet más utazókkal együtt készített. Moltke felismerte a vasúti szállítás jelentőségét, pártolta a vasútépítést, ő lett az új Hamburg–Berlin vasútvonal egyik első igazgatója. 1843-ban cikket írt a vasúti nyomvonalak tervezését meghatározó szempontokról. 1845-ben közreadta az 1828–29-ben a Balkánon lezajlott orosz-oszmán háborúról írt művét, amit katonai szakmai körök kedvezően fogadtak (az Oszmán Birodalomról írt korábbi könyvéhez hasonlóan).
Moltke meg volt győződve arról, hogy Németországnak a tengeren túlra is ki kell terjesztenie hatalmát. 1841–1844 között az „Augsburger Allgemeine Zeitung” számára írt cikkeiben egy keresztény állam létrehozását szorgalmazta az akkor még az Oszmán Birodalomhoz tartozó Palesztina területén, német házból való fejedelem vezetése alatt. A gyarmatosítás szükségességét így indokolta: „Anglia a világ minden részén és az összes világtengereken berendezett magának olyan színhelyeket, amely a nemesi családok nem elsőszülött fiainak hivatást adhat, ahol ifjúsága próbára teheti harci kedvét, ahol kereskedői új csatornákat, iparosai új piacokat találhatnak. Franciaország Algériában találta meg a szelepet, melyen át néha betegesen túltengő életerejét levezetheti. Bár [Franciaország] eddig eléggé lemaradt a gyarmatosításban, de a civilizációnk érdekében azt kívánjuk, hogy törekvéseit koronázza siker. De amikor alkalmunk nyílna a német kultúrát és tetterőt, munkakedvet és megbízhatóságot a német határokon túlra kiterjeszteni, vajon elég mohón ragadná-e meg azt Németország?” 

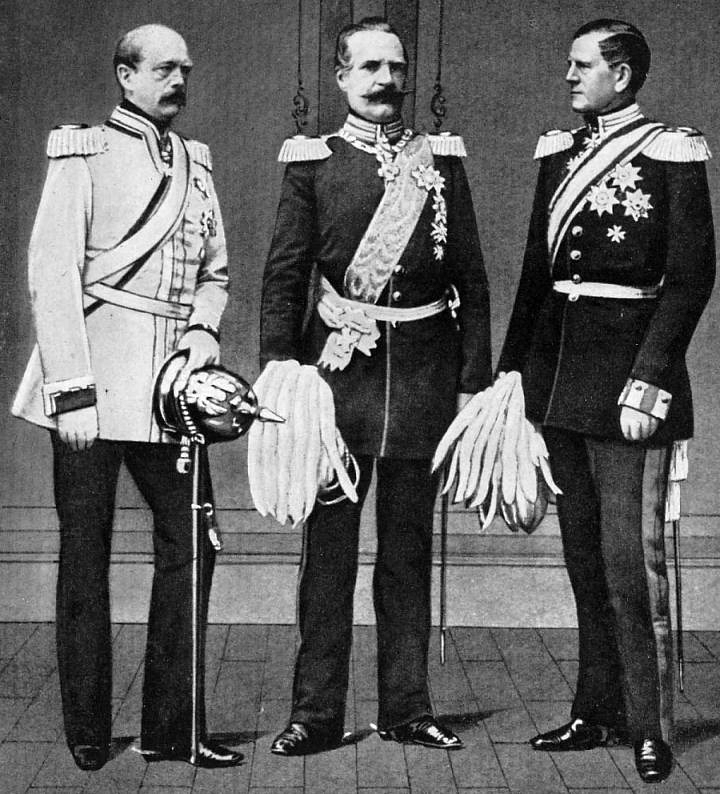
Otto von Bismarck, Albrecht von Roon és Helmuth von Moltke

### A porosz királyi haderő vezérkari főnöke
Poroszországba visszatérve őrnaggyá léptették elő. 1846-ban kinevezték Károly Henrik porosz királyi herceg adjutánsává Rómában. Elkészítette Róma város térképét (1852-ben adta közre). 1848-ban, Károly Henrik herceg halála után Moltke őrnagyot a rajnai haderő főparancsnokságához helyezték. 1849–1855 között a porosz IV. hadtest vezérkari főnökeként ténykedett Magdeburgban. Alezredessé, majd ezredessé lépett elő. 1856-ban segédtisztje lett Frigyes Vilmos koronahercegnek (1831–1888), Vilmos régens herceg legidősebb fiának, a későbbi III. Frigyes császárnak. 1840-ben elkísérte a herceget annak londoni esküvőjére, és 1859-ben Szentpétervárra, II. Sándor cár koronázására is.
1857. október 29-én vezérőrnaggyá léptették elő, és megbízták, tanulmányozza a porosz királyi haderő vezérkari főnökének hivatali teendőit, és 1858. szeptember 18-án kinevezték a vezérkari főnök tisztségébe. Harminc éven át töltötte be ezt a posztot, három háborúban vezette győzelemre a porosz haderőt. Mihelyt elfoglalta tisztségét, változtatásokat vezetett be a porosz hadsereg taktikai és stratégiai módszereiben, korszerűsítette a hadfelszerelést, az ellátást és a katonai hírközlést. Megújította a vezérkari tisztek képzésének módját, módosította a haderő mozgósításának rendjét. Megszervezte az európai politikai események figyelését és feldolgozását, a lehetséges konfliktushelyzetek előrejelzését, az emiatt szükségessé válható hadjáratok előre történő megtervezését. Keze alól egy korszerű haderővezérkar került ki. Elvei szerint a haderő irányítóinak feladatait és felelősségét világosan meg kell határozni, a hadseregek vezetőinek viszonylagos önállóságot kell adni, a hadjáratokat pontosan meg kell tervezni, az ellenséget be kell keríteni és csatában meg kell semmisíteni, ehhez a külön úton felvonuló hadseregrészeknek egyidőben kell odaérkezniük. Moltke felismerte az ipari forradalom vívmányainak fontosságát. Haditerveiben a nagy létszámú hadseregek mozgósítását és átcsoportosítását már tudatosan a kor legmodernebb szállítóeszközére, a vasútra helyezte.
1859-ben a szárd–francia–osztrák háborúban a porosz haderőt mozgósították, de (ekkor még) nem léptek hadba. A mozgósítás után a haderőt átszervezték, létszámát kétszeresére növelték. Az átszervezést Vilmos régens herceg és Roon gróf hadügyminiszter végezték. Moltke tanulmányt írt a szárd háborúról, amelyet 1862-ben ki is adatott. 1860-ban a Porosz Tudományos Akadémia (Preußische Akademie der Wissenschaften) tiszteletbeli tagjává fogadták.

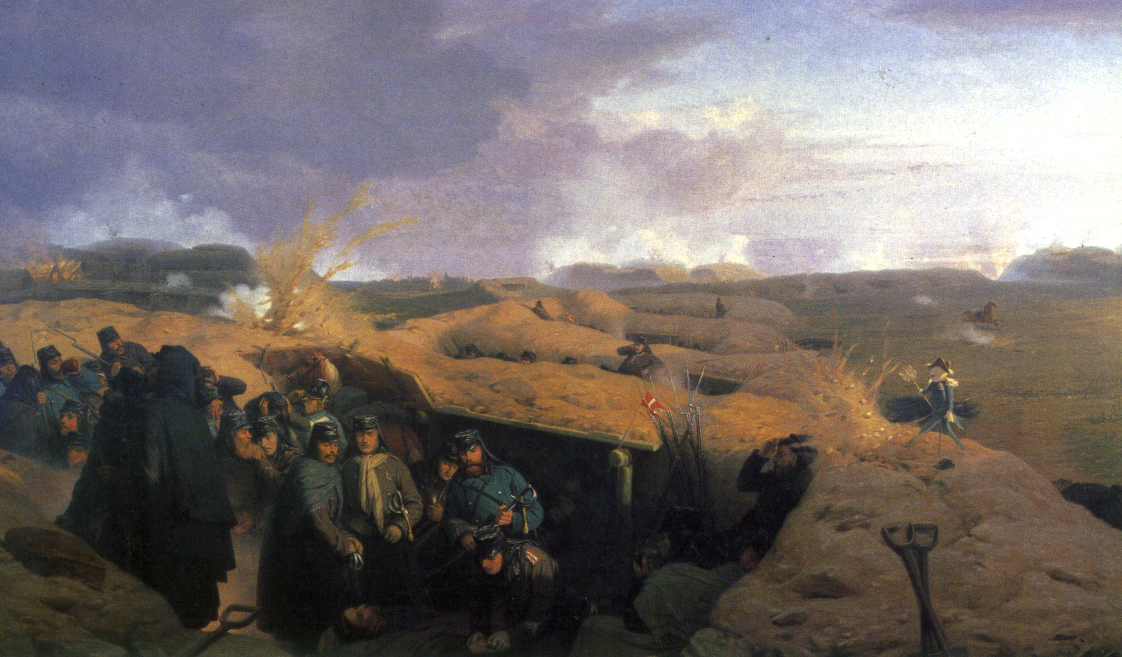
Dybbøl erődített sáncai

### Dánia legyőzője

A königgrätzi csata, 1866. július 3.

1862 decemberében a hadügyminisztérium állásfoglalást kért Moltke tábornoktól a Dániával kialakult vitás helyzet katonai vonatkozásairól. Moltke szerint a fő nehézséget a háború lezárása jelentette, a szigetekre visszavonuló dán hadsereget nem lehetett megtámadni, mert a tengert a dán hadiflotta ellenőrizte. Javasolta, hogy még a támadás előtt kerüljenek a dán hadsereg hátába, elvágva annak visszavonulási útját.
1864 februárjában kitört a második schleswigi háború. Moltke tábornokot Berlinben tartották, nem tarthatott a hadrakelt porosz hadsereggel. Haditervét nem jól hajtották végre, a dán hadsereg visszahúzódhatott Dybbøl és Fredericia erődjeibe, amelyek egy-egy földnyelvet őrizve biztosították a szigetekre visszavonulást. Bár a poroszok mindkét erődöt bevették, a dán hadsereg Als (németül Alsen) és Fyn (Funen) szigetein biztonságban elsáncolta magát, a háború elhúzódott.
1864. április 30-án Moltkét nevezték ki a szövetséges német haderők egyesített vezérkarának főnökévé. Megjelenése a harctéren megváltoztatta a háború menetét. Két hónapos tűzszünet után június 29-én a német haderő megrohanta és elfoglalta Als szigetét. Dánia hamarosan fegyverszünetet kért, elfogadva a német békefeltételeket. A király ezután vakon megbízott Moltkéban, akinek reformjai nyomán a napóleoni háborúk alatt létrehozott porosz vezérkar jelentős hatalomhoz jutott, majd I. Vilmos király 1866. június 2-án kiadott kabinet-rendelete nyomán politikai befolyást is szerzett. A vezérkar főnökeként Moltke kivívta a jogot, hogy a hadseregnek a király nevében, a hadügyminiszter megkérdezése nélkül is közvetlen utasításokat adhasson. Ennek révén Moltke a katonai műveleteket egyedül is irányíthatta. E megnövekedett befolyást jelezte a Német Császárság megalakulása után használatossá vált „Nagyvezérkar” (Großer Generalstab) elnevezés.

### Ausztria legyőzője
1866-ban a német államok fölötti dominanciáért folytatott küzdelem háborús helyzetet eredményezett. Poroszország ellenfele az Osztrák Császárság volt, és annak szövetségesei, a Bajor Királyság, a Szász Királyság, a Hannoveri Királyság és a Hesseni Választófejedelemség (Kurhessen). (Ezt a konfliktust a német történírás gyakran „német háborúnak” nevezi).
A porosz királyi vezérkar Moltke tábornok haditervét fogadta el, aki döntő erőfölényt kívánt biztosítani a kritikus pontokon. Délen Ausztriának és Szászországnak 270 000, az északnyugati és déli német államoknak 120 000 katonája volt. Poroszország haderejének létszáma 60 000 fővel kisebb volt, de Moltke ügyes csoportosítással helyi túlerőt teremtett. Ausztria ellen 278 000, a többiek ellen csak 48 000 embert irányított. Ez a 48 000 katona, Falckenstein tábornok irányításával két hét alatt körülzárta és megadásra kényszerítette a Hannoveri Királyság hadseregét, majd támadást intézett a délnémet államok haderői ellen, elvonva őket a fő hadművelettől.
Az osztrák-szász haderő elleni hadművelet sikerének kulcsa a porosz haderő jól időzített mozgósítása volt. Ennek útjában maga I. Vilmos király állt, aki csak az osztrákokat követően akart mozgósítani. Moltke vasúti szállítással oldotta meg a helyzetet. A déli határra vezető öt vasútvonalon minden porosz hadosztály egyidejűleg érkezhetett meg állomáshelyéről a déli határra, követve a Moltke elgondolását: „Vonulás külön-külön, csapásmérés közösen” („ Getrennt marschieren, vereint schlagen”) .
A porosz haderő benyomult Szászországba, a szász haderő Csehországba vonult vissza. Ekkor Moltke az egymástól 160 km-re álló porosz hadseregeket Gitschin (ma: Jičín) felé irányította, hogy harapófogóba fogja az osztrákokat ugyanúgy, ahogy az 1815-ös waterlooi csatában Arthur Wellesley, Wellington hercege és Blücher tábornagy tette Napóleon csapataival.
Moltke látta, hogy a vonulás során a Frigyes Károly királyi herceg (1828–1885) parancsnoksága alatt álló 1. hadsereg (a II., III. és IV. hadtest) fog elsőnek megütközni az osztrákokkal, de valószínűsítette, hogy a herceg csapatainak ereje elegendő lesz az ellenség lekötéséhez. Az osztrák–szász haderő, Benedek Lajos táborszernagy parancsnoksága alatt gyorsabban nyomult előre, mint Moltke várta. Frigyes Károly már június 26-án Liebenaunál, Königgrätz közelében megütközött velük. Folytonos támadásaival feltartotta az osztrákokat, míg Frigyes Vilmos koronaherceg oda nem ért a 2. porosz hadsereggel. Benedek táborszernagy július 1-jén védelmi állásba húzódott Königgrätz előtt. Július 3-án a három egyesült porosz hadsereg támadást intézett az osztrák főerő ellen. A königgrätzi csatát Moltke személyesen irányította. Az osztrák–szász haderő súlyos vereséget szenvedett, és Bécs felé vonult vissza, nyomában a poroszokkal.
Az osztrák haderő megsemmisítésére törő Moltke elégedetlen volt a csata eredményével. Igyekezett a porosz Elbai Hadsereget Königgrätz alá juttatni, hogy elvágja az osztrák visszavonulás útját, de a felvonulás elkésett. Moltke megkísérelte a porosz 1. hadsereg támadásának erejét visszafogni, hogy ezzel az osztrákokat állásaikban tartsa, amíg Frigyes Vilmos koronaherceg 2. hadserege el nem vágja visszavonulásuk útját, de ez sem történt meg.
Bismarck kancellár gyors békekötést szorgalmazott, mert tartott Franciaország katonai beavatkozásától. Moltke ugyanakkor bizonyos volt abban, hogy le tudná győzni mind Ausztriát, mind Franciaországot. Bemutatta Bismarcknak a Franciaország elleni azonnali háború készen álló terveit. Erre nem került sor, az előzetes békeszerződést június 26-án a morvaországi Nikolsburgban, a véglegest augusztus 23-án Prágában kötötték meg.

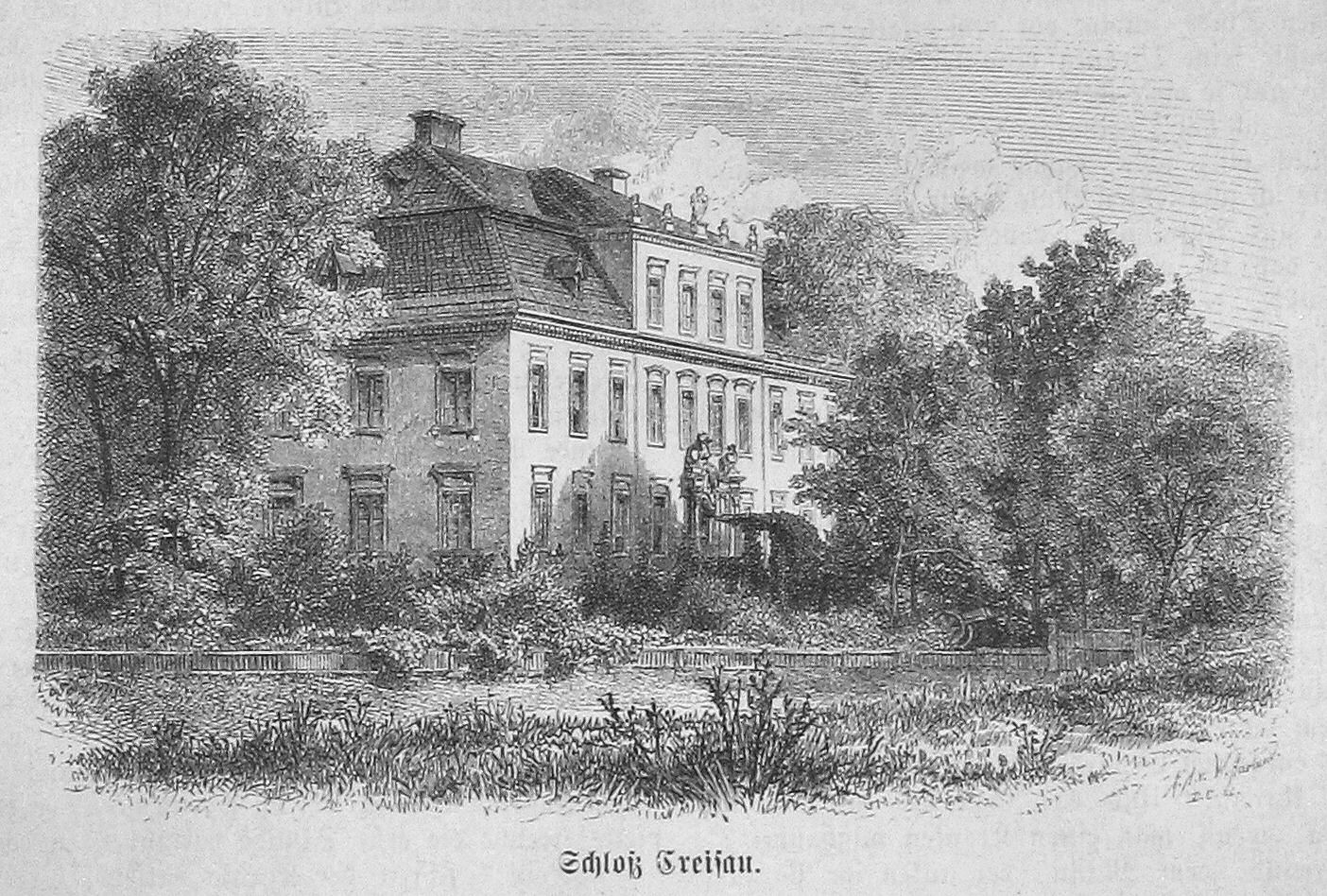
A kreisaui kastély 1873-ban (korabeli rajz)

A győzelem után a porosz kormányzat Moltke tábornoknak 30 000 márka pénzösszeget szavazott meg, amelyből megvette a kreisaui (ma:Krzyżowa) uradalmat, az alsó-sziléziai Schweidnitz (ma: Świdnica) közelében. 1867-ben a Porosz Konzervatív Párt küldötteként Moltke az Északnémet Szövetség (Norddeutscher Bund) Birodalmi Gyűlésének (Reichstag) tagja lett. 1867-ben megjelent „Az 1866-os németországi hadjárat” c. könyv, ennek szerkesztését Moltke személyesen felügyelte. A kortársak alapvető és pontosan megírt műnek tekintették.
Moltke felesége, Mary Burt 1868. december 24-én, 43 éves korában, Berlinben elhunyt. A megözvegyült tábornok a kreisaui birtok parkjában kis sírkápolnát emeltetett, amely feleségének nyughelye lett. (1945-ben, amikor a szovjet Vörös Hadsereg bevonult Alsó-Sziléziába, a sírkápolnát a szokott módon kifosztották, a holttestnek nyoma veszett).

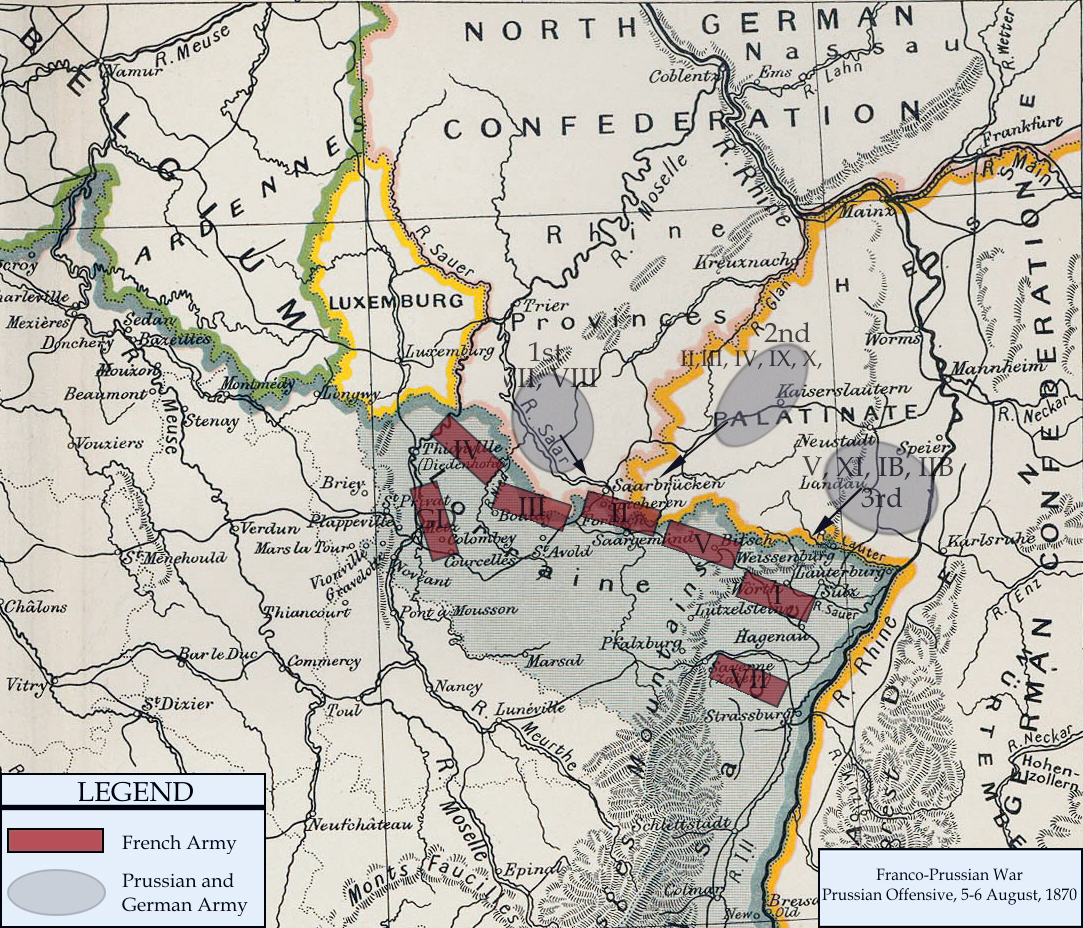
A porosz offenzíva, 1870. augusztus 5–6.

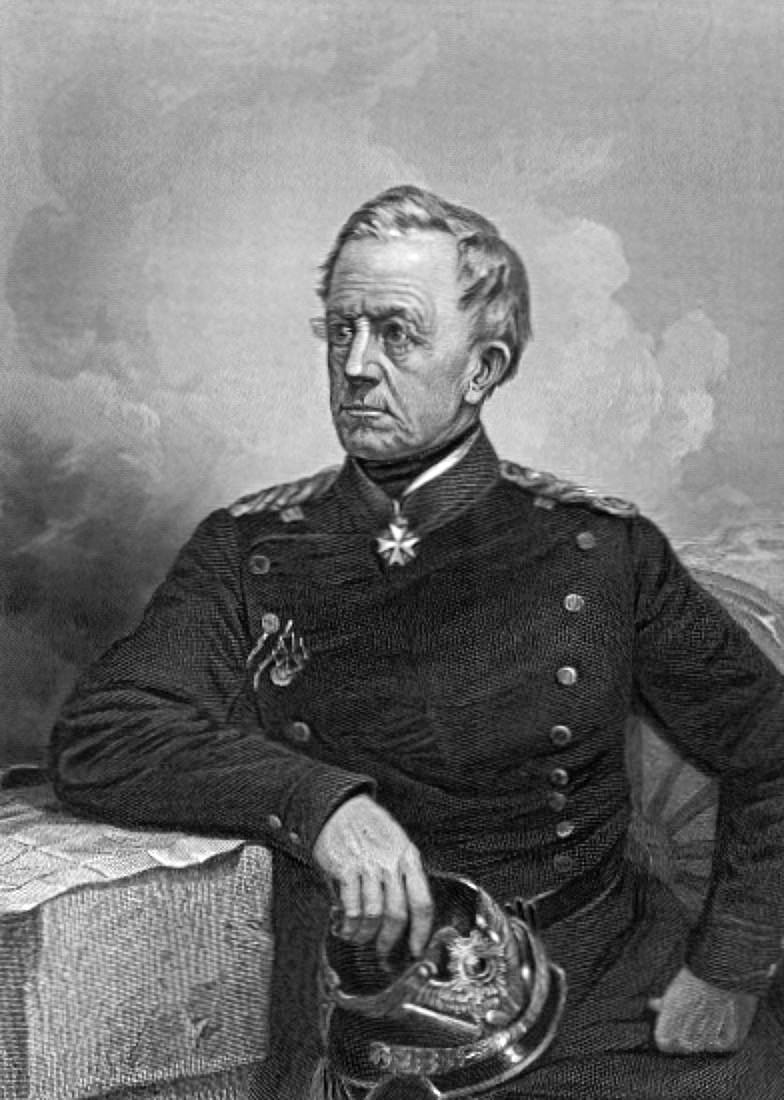
Helmuth Karl Bernhard von Moltke tábornagy
Evert A. Duyckinick műve, 1873

### Franciaország legyőzője

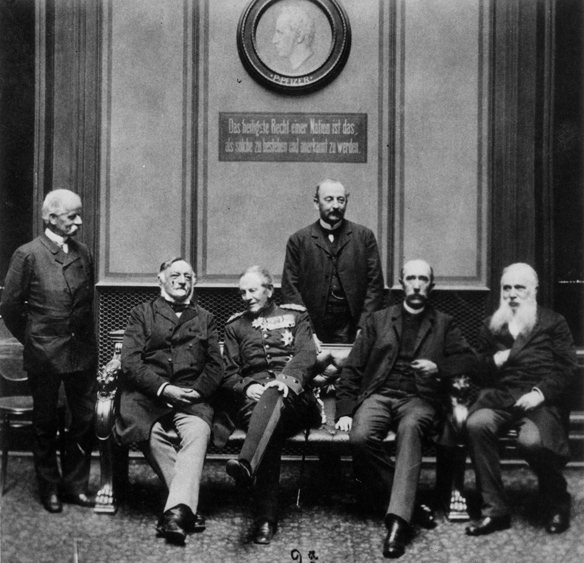
A Porosz Konzervatív Párt frakciója a Birodalmi Gyűlésben, 1889.
Balról a harmadik Moltke tábornagy (egyenruhában)

Az 1870–71-es porosz–francia háború során is Moltke tervezte és irányította a porosz haderő műveleteit. E háború várható kitörése már 1857 óta foglalkoztatta Moltkét. A halála után nyilvánosságra került dokumentumok szerint sokat dolgozott a porosz (és német) erők leghatékonyabb mozgatásának módjain. A hadsereg vasúton történő felvonulási tervét évente felülvizsgáltatta, hogy az pontosan követhesse a haditerv módosításait, a hadszervezet változásait és a porosz vasúti hálózat fejlődését.
Az 1866-os hadi siker megnövelte Moltke tekintélyét, így 1870. július 5-én, amikor a porosz királyi hadsereg és a délnémet államok haderői megkapták a mozgósítási parancsot, vita nélkül követték Moltke haditervét. Július 10-én kinevezték az egyesített német haderők vezérkari főnökévé, a háború időtartamára.
Moltke az egész haderőt Mainz alatt vonta össze. Arra az esetre, ha a franciák – Belgium és Luxemburg semlegességének megsértésével – az Alsó-Rajna felé támadnának, előrenyomulásukat Koblenz, Köln és Wesel erődítményei, és maga a Rajna folyó akadályozták volna, a német hadsereg pedig oldalba támadhatta volna őket. Abban az esetben, ha a franciák Dél-Németország (Baden, Svábföld) felé támadnának, a Rajna mentén nyomuló németek elvághatták volna utánpótlásukat. A francia vasúti hálózatot jól ismerő Moltke úgy számított, a franciák haderejük nagyobb részét Metznél, kisebb részét Strasbourgnál tudják összevonni.
A német haderőt három hadseregbe csoportosította: az elsőt a Mosel folyónál, Trier alatt, Steinmetz tábornok parancsnoksága alatt. A 130 000 fős 2. hadsereget a saar-vidéki Homburg körzetében, Frigyes Károly herceg parancsnoksága alatt (60 000 főnyi tartalékkal); a 130 000 fős 3. hadsereget Landaunál, Frigyes Vilmos koronaherceg parancsnoksága alatt vonták össze. Három hadtestet visszatartottak Poroszországban arra az esetre, ha az Osztrák–Magyar Monarchia beavatkozna Franciaország oldalán.
Moltke haditerve a három hadsereget egyszerre mozdította meg, lassan kitérve jobb felé. A terv szerint a jobb szárnyon az 1. hadsereg Metz-szel szemben ért ki a Rajnához, a 3. hadsereg Strasbourg mellett vereséget mér a francia haderőre, a 2. Moselbrücknél átkel a Moselen. Ha a 2. hadsereg kerül szembe a franciákkal, szemből támad, a másik kettő oldalról. Ha a franciákat a Saarburg–Lunéville vonaltól északra találják, a 2. és 3. hadsereg közösen támad. A jobbfelé sodródás értelme az volt, hogy a francia főerőt észak felé tolják, elvágva összeköttetését Párizzsal. A metzi erődöt csak körülzárják, a francia főerő legyőzése után egyenesen Párizs felé nyomulnak.
Az események Moltke terve szerint alakultak. A froeschwiller-woerthi (más néven reichshoffeni) csatára „idő előtt” került sor, így nem sikerült elfogniuk Mac-Mahon tábornagy főparancsnok hadseregét, amely sietve visszavonult egészen Châlons-sur-Marne-ig. A terven felüli győzelem nem zavarta meg Moltkét, aki tervét követve nyomult Moselbrückig, az 1. és 2. hadsereggel átkelt a Mosel folyón. Északnak fordult, és augusztus 18-án a gravelotte-i csatában Bazaine tábornok hadseregét beszorította Metz erődjébe, elvágva őt Párizstól.
A csatát követő éjszakán Moltke hátrahagyott egy hadsereget a metzi erőd őrzésére, ő maga két hadsereggel nyomban Párizs felé indult, hogy Mac-Mahon tábornagy hadseregét is elvágja a fővárostól. Augusztus 25-én hírt kapott, hogy Mac-Mahon északkelet felé fordult, Bazaine felmentésére. Moltke is északnak fordította a nyugat felé tartó német menetoszlopokat. Beaumont-nál megtámadta MacMahon jobb szárnyát, megakadályozta átkelését a Meuse folyón. Mac-Mahon csak nagy nehézségek árán, Sedannál tudta összevonni hadseregét.
1870. szeptember 2-án a sedani csatában két német hadsereg támadta meg és kényszerítette megadásra a körülzárt francia főerőt. Mac-Mahon tábornagy megsebesült, III. Napóleon császár fogságba esett. Moltke Párizs ellen vonult. A körülzárt főváros népe felkelt, trónfosztottá nyilvánította III. Napóleont, és megszervezte a védelmet. Moltke úgy döntött, nem bocsátkozik utcai harcba. Számolt az ostromlottak között növekvő éhínség és nélkülözés hatásával. „Csak” arra ügyelt, hogy elhárítsa az ostromlott Párizs felmentésére érkező, újonnan szervezett francia hadseregek támadásait. Moltke számítása bevált. Metz erődje október 27-én megadta magát, 1871. január 28-án a párizsi helyőrség is beszüntette a harcot, és a fegyverszüneti egyezmény értelmében hadifoglyokká váltak.
1871. január 18-án a versailles-i kastély tükörtermében kikiáltották a Német Császárságot (Deutsches Reich), I. Vilmos porosz királyt német császárrá (Deutscher Kaiser) nyilvánították. A katona Moltke és a politikus Bismarck közösen kovácsolták az új birodalmat, amelynek vezető ereje természetesen a Porosz Királyság maradt.

### Utolsó évei
A nagy győzelem után, 1871. június 16-án Moltke tábornokot vezértábornaggyá (Generalfeldmarschall) léptették elő, és jelentős pénzvagyont juttattak neki. Még 1870. október 28-án a porosz királytól örökletes grófi címet kapott. 1871-től a Német Császárság Birodalmi Gyűlésének (Reichstag) tagja lett, továbbra is a Porosz Konzervatív Párt küldötteként. 1872-ben a porosz Főrendiház (Herrenhaus) tagjai is beválasztották maguk közé. 1881-től ő volt a Reichstag korelnöke. A francia–porosz háború után Moltke tábornagy irányításával feldolgozták a háború részletes katonai történetét, amelyet 1874–1881 között a Nagyvezérkar adott közre.
1888. augusztus 9-éig a német Nagyvezérkar főnöke maradt, ekkor idős korára való tekintettel visszavonult, utódja Alfred von Waldersee gróf lett. Már 1871-től közvetlen bejárása (Immediatrecht) volt az uralkodóhoz, akivel, mint legfelsőbb főparancsnokkal egyeztetve katonai döntéseket hozhatott, a Birodalmi Gyűlés és a kancellár kihagyásával. Moltke azonban haláláig lojális volt az államvezetéshez, katonai döntéseit alárendelte a politikai vezetés akaratának úgy, ahogy ezt Bismarck mindvégig megkövetelte.
Nagy elégedettséggel töltötte el, hogy a Német Császárság az 1880-as években a gyarmattartó hatalmak sorába emelkedett. Csodálója volt a német gyarmatosítás első hőseinek, Dr. Carl Petersnek (1856–1918), Német Kelet-Afrika megalapítójának, és Hermann von Wissmann birodalmi biztosnak (1853–1905), a gyarmat kormányzójának. Egyetértőleg nyilatkozott azokról a brutális hadvezetési módszerekről, amelyeket Wissman az 1889–90-es „arab felkelés” leverése során alkalmazott.
1890. május 14-én, 90 éves korában mondta el utolsó beszédét a Reichstag képviselői előtt. Az új császár, II. Vilmos ekkor már elbocsátotta Bismarck kancellárt, és a német hadsereg kizárólagos irányítását a Nagyvezérkar tábornokainak kezébe helyezte. A 90 éves Moltke búcsúbeszédében szenvedélyesen óva intette hazáját egy újabb európai háborútól, amelyet a katonai vezetők indítanának: „Uraim, az a háború tarthat hét évig, harminc évig, és jaj lesz annak, aki elsőként veti a kanócot a puskaporos hordóba!” 
Helmuth Karl Bernhard von Moltke gróf, tábornagy Berlinben hunyt el 1891-ben. Unokaöccse, Helmuth Johannes Ludwig von Moltke („az ifjabb Moltke”) 1906-tól a német nagyvezérkar főnöke lett. Őt az első világháború első nagy kudarca, a Marne-i csatavesztés nyomán, 1914 szeptemberében váltották le.

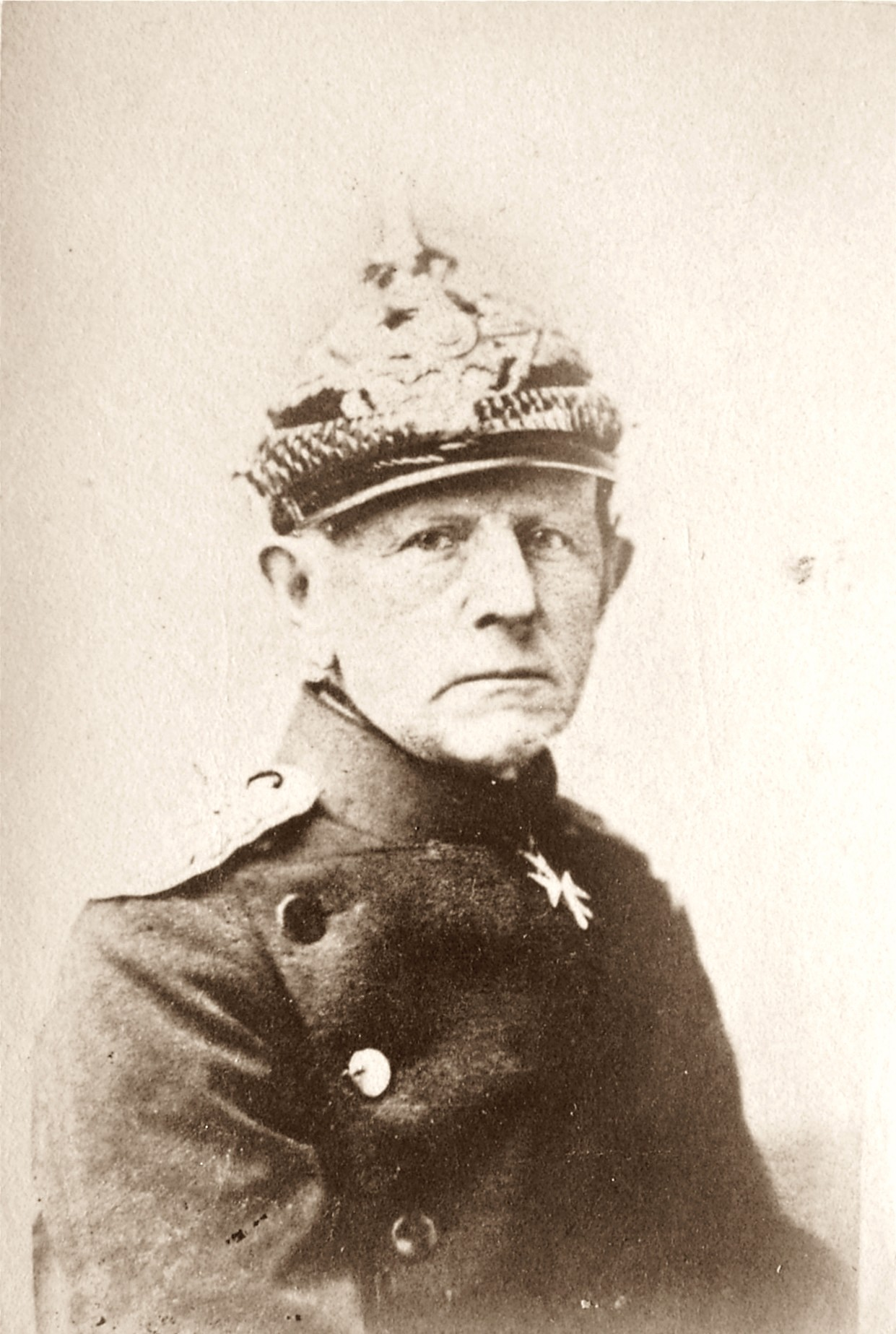
Az idős Moltke tábornagy
(Albumin-fénykép, 1880-as évek)

## Személyisége, nézetei
Helmuth Karl Bernhard von Moltke grófot a Német Birodalom alapító személyiségeként tartják számon, Bismarck kancellárral és Roon hadügyminiszterrel együtt. A politika és a háború kapcsolatáról Moltke és Bismarck eltérő nézeteket vallott, ez több összeütközéshez vezetett köztük. A kancellár Clausewitz szellemében a háborút a politika folytatásának tartotta, míg Moltke a háborút öntörvényű műnek tekintette. Vitáik ellenére Moltke mindig alávetette magát Bismarck akaratának, de e két személyiség halála után a császár Moltke gondolkodásmódját tette magáévá, tábornokait a politikusok elé sorolta. Az első világháború során az önálló hadvezetés korlátlan érdekérvényesítő képessége többször is akadályává vált a háborút lezárni kívánó politikusi akaratnak. A katonák megfosztották a politikusokat több reális megegyezési alkalomtól, emiatt a háborút a végső kimerülésig és összeomlásig folytathatták.
Max Boot történész, „Az újszerű háború” (War Made New) szerzője szerint Moltke gróf nem illeszthető a porosz militaristákról alkotott közhelyes panelbe. Művelt és érdeklődő elme volt, rajongott a zenéért, költészetért, színházért, művészetekért, régészetért. Német anyanyelvén kívül még hat nyelven beszélt (dánul, angolul, franciául, olaszul, spanyolul és törökül). Jelentéseit, útinaplóit saját kezű rajzokkal, tájképekkel illusztrálta. Ezek meg is jelentek Törökországról írott könyvének 1840-es kiadásában. Jó tollú íróként nevet szerzett irodalmi körökben is. Katolikus volt egy alapvetően protestáns birodalomban, mégsem vált ellenzékivé. Elutasította az 1848-as liberális forradalmak célkitűzéseit. Lelke mélyéig konzervatív nacionalista maradt, hitt a királyság és az „ancien régime” birodalomépítő erejében.
Magas termetű, karcsú férfi volt, mindig visszafogottan viselkedett. Szófukarsága miatt úgy tartották, „hét nyelven képes hallgatni”. Rá is ragasztották a „a magas hallgatag ember” (der große Schweiger) gúnynevet. Viszontagságos ifjúkorában spártai önfegyelmet tanult, soha nem ejtett oda nem való, vagy indiszkrét megjegyzést. Megbízhatósága és tartózkodó modora a legjobb berlini társaságokban és a királyi udvarban tiszteletet és közkedveltséget szerzett neki.
Moltke Clausewitz követőjének tekintette magát. A stratégiát a kitűzött hadicél eléréséhez szükséges eszköznek tartotta. Továbbfejlesztette I. Napóleon módszereit. Elsőként ismerte fel a modern tűzfegyverek elrettentő hatását védelmi harcban. Erre támaszkodva a bekerítő hadműveletet fontosabbnak tartotta, mint az ellenség frontjának áttörését. Elemezte Napóleonnak a bautzeni csatában alkalmazott taktikáját, amikor Ney marsall hadtestét nem egyesítette saját hadseregével egy koncentrált támadáshoz, hanem nagy kerülővel a szövetségesek szárnya ellen küldte. Moltke kidolgozta a hadsereg mozgatásának és ellátásának feltételeit. Kiszámolta az utak áteresztő képességét: egy úton egyszerre csak egy hadtest vonulhat időveszteség nélkül. Az egymáshoz közel állomásozó hadtesteket 1-2 napnál tovább nem lehet élelmezni. Az egyes hadtesteket külön kell felvonultatni, és a csata időpontjában egyesíteni. A nagy létszámú hadsereget seregcsoportokra kell osztani, önállóan ténykedő parancsnokok irányítása alatt, akik jól ismerik a főparancsnokság utasításainak célját és értelmét.
Moltke a katonai stratégiát – már a hadműveletek megkezdésétől – a lehetséges forgatókönyvek rendszerének tekintette. A katonai vezetők fő feladatául szabta, hogy alapos tervezéssel készüljenek minden lehetséges fordulatra. Elméletét egy rövid mondatban foglalta össze: „Egyetlen haditerv sem éli túl az ellenséggel való találkozást.” Ezt gyakran úgy interpretálják, mintha Moltke fölöslegesnek tartotta volna a haditerv készítését, holott éppen azt kívánta, hogy a tervezők vegyenek figyelembe minden tényezőt, készüljenek fel minden lehetséges fordulatra, terveiket a helyzet valós változásához adaptálják. Moltke vezette be a térképeken máig használt színjelzéseket: kéket a saját, vöröset az ellenség jelölésére. Jelszava ez volt: „Előbb mérlegelj, aztán merészelj” (Erst wägen dann wagen).

## Kitüntetései
- A Vaskereszt nagykeresztje 1871. március 22-én, a porosz–francia háború sikeres tervezéséért és hadvezetéséért, Franciaország legyőzéséért.[9]
- A Fekete Sas-rend lovagja, 1879.
- A Pour le Mérite érdemrend háborús osztálya: Nagykereszt a tölgyfalevelekkel és a koronával. A kitüntetésnek ezt a magas osztályát egyedül Moltke tábornagy kapta meg, 60 éves szolgálati ideje alkalmából, 1879. március 8-án. Ennek az érdemrendnek korábban a béke-osztályát is megkapta, hadtörténészi munkásságért.[10]

## Jelentősebb emlékművei

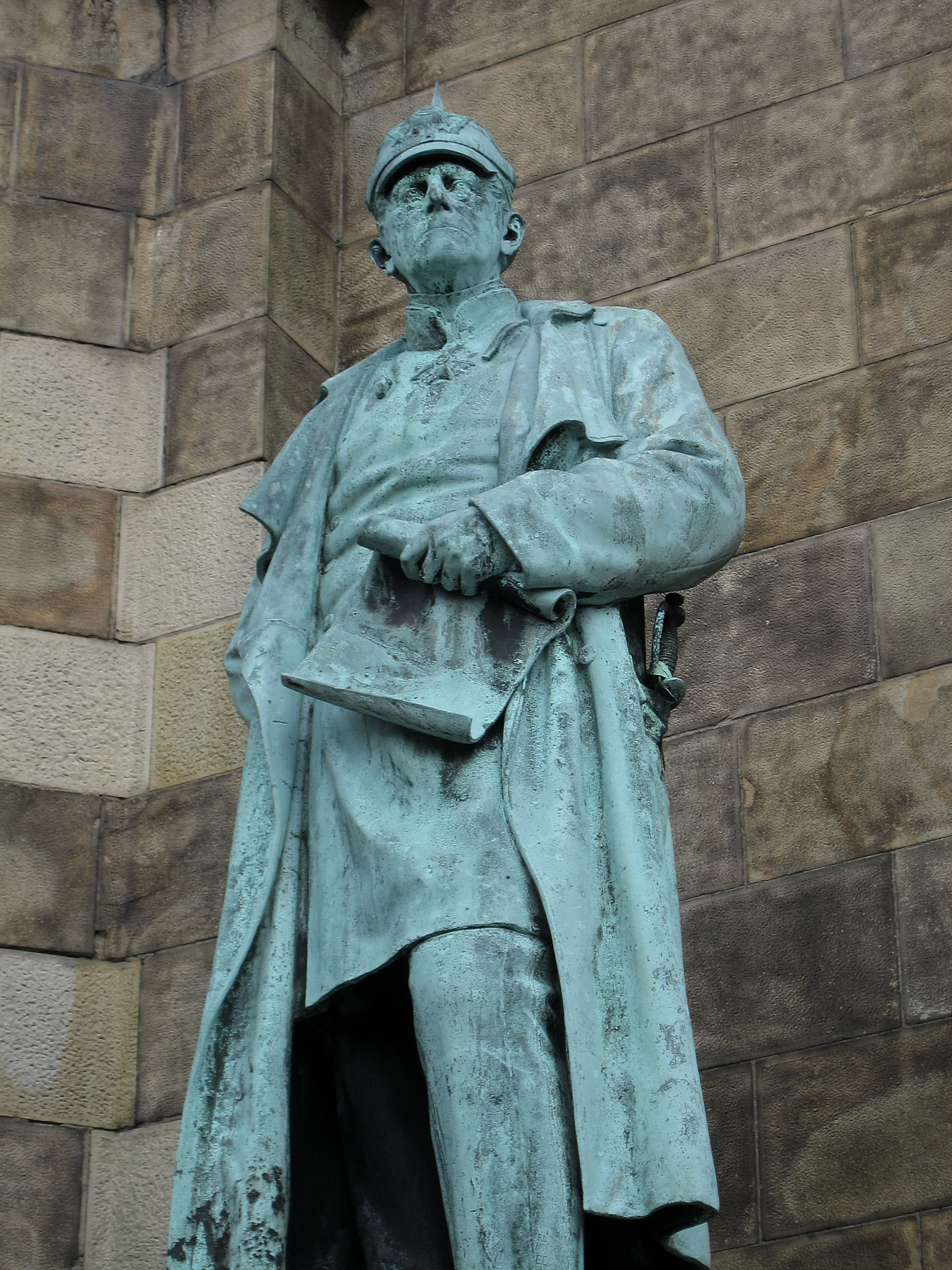
Moltke tábornagy szobra I. Vilmos császár emlékművén, a dortmundi Hohensyburg várban

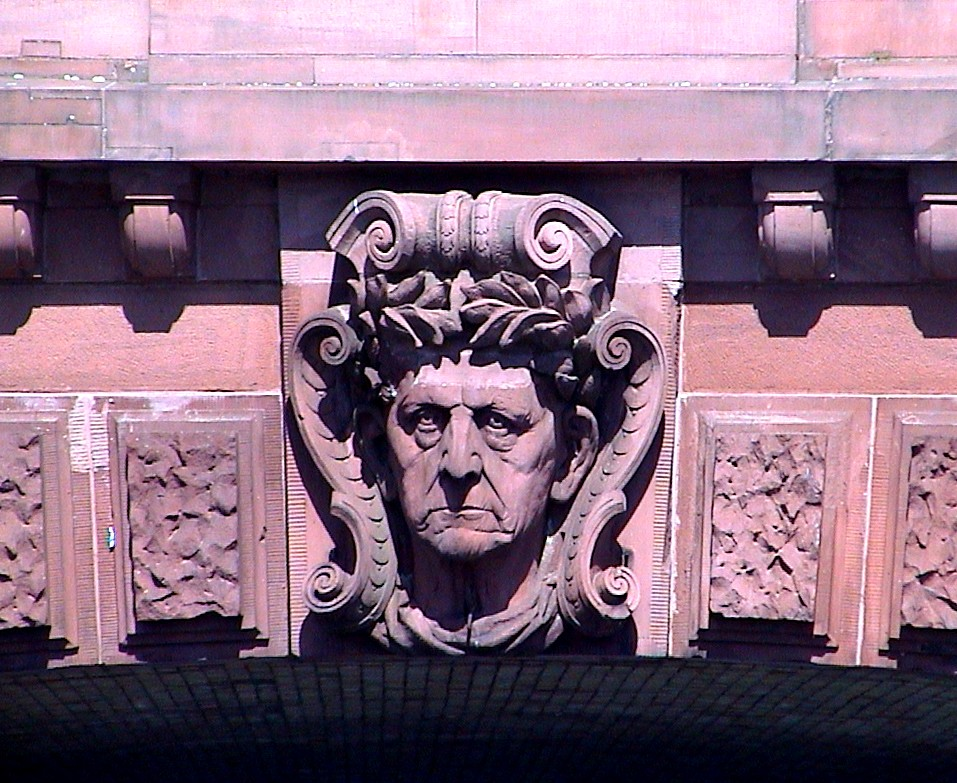
Moltke portréja a berlini Moltke-híd középső ívének zárókövén

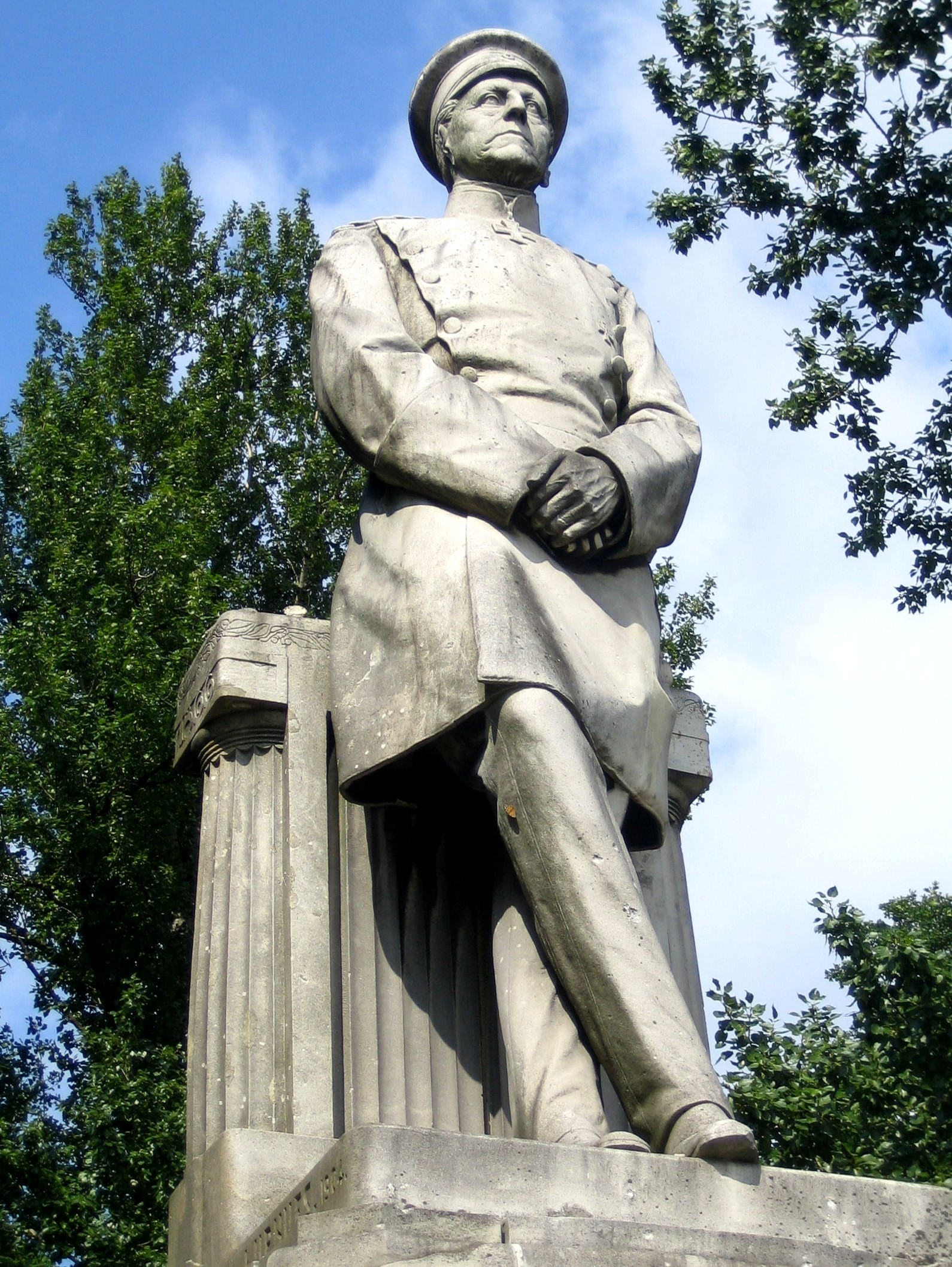
Moltke szobra a berlini Győzelmi Emlékoszlop (Siegessäule) mellett

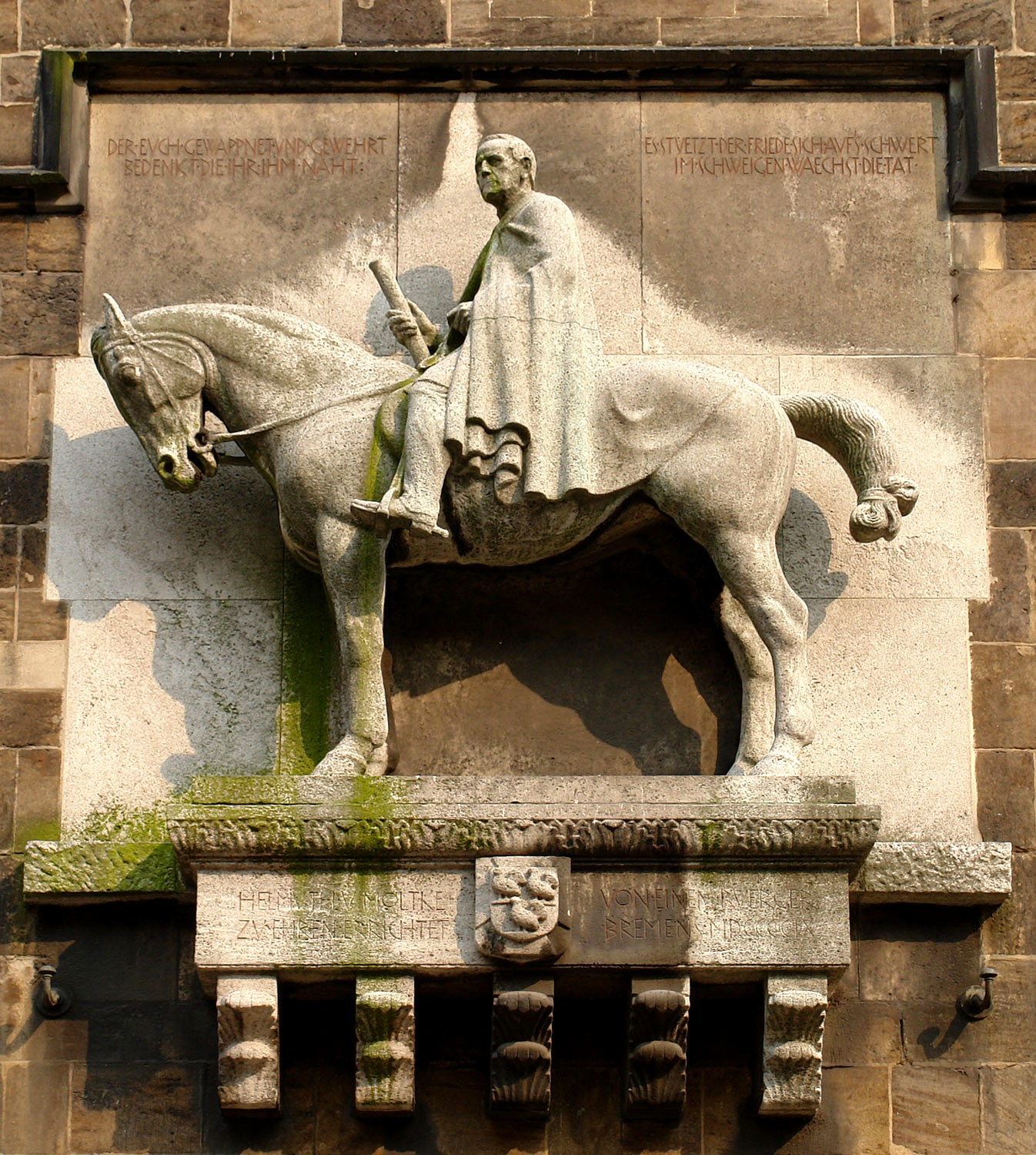
Moltke-emlékmű Brémában

- Berlin: Egész alakos márványszobor (Joseph Uphues műve) a Königsplatzon, amit 1905. október 25-én a császári pár jelenlétében lepleztek le. 1939. április 19-én áthelyezték a tiergarteni Grosser Stern térre, a Győzelmi Emlékoszlop (Siegessäule) közelébe
- Berlin–Tiergarten: Portréja a Moltke-híd középső ívének zárókövén (Karl Begas műve). A második világháborúban elpusztították, 1987-ben helyreállították.
- Breslau (ma: Wrocław) : egész alakos szobor, Cuno von Uechtritz műve, 1900. (1945-ben elpusztították)
- Dortmund, Hohensyburg vár : Egész alakos bronzszobor, Adolf von Donndorf műve, I. Vilmos császár lovas szobrának mellékalakja
- Hamburg: Álló szobor, Bruno Kruse műve, a Laeiszhof homlokzatán
- Isztambul: Fehér márvány obeliszk a német nagykövet nyári rezidenciájának parkjában, Tarabya városrészben. 1889-ben állította Konstantinápoly német közössége
- Köln: Egész alakos bronzszobor, Fritz Schaper műve, leleplezték 1881. szeptember 2-án (a „Sedan-napon”)
- Parchim: Egész alakos bronzszobor, Ludwig Brunow műve. Ez volt elsőként felállított emlékműve, szülővárosa 1876-ban emeltette a Moltkeplatzon

További emlékműveket állítottak neki Backnangban (Adolf von Donndorf műve, 1909); Brémában (Hermann Hahn műve, 1909);
Chemnitzben (Wilhelm von Rümann műve, 1899); Dürenben (Joseph Uphues műve), Düsseldorfban (Johannes Tüshaus műve, 1901); Essenben (Wilhelm Albermann két műve, Vilmos császár emlékművén és a Königsbrückén, 1891), Görlitzben (Johannes Pfuhl műve); Krefeldben (Wilhelm Albermann műve, 1897); Mannheimben (Joseph Uphues műve); Plauenben (Wilhelm Haverkamp műve); Prenzlau (Johannes Schilling műve, 1899); Regensburgban, a Walhalla emlékművön; Reichenbachban (Josef Drischler műve, 1901); Schweidnitzben (Ernst Seger műve, 1899); Stuttgartban (Adolf von Donndorf műve, 1899); Wuppertalban és Zerbstben (Friedrich Pfannschmidt művei).
Több német város díszpolgárává avatta, így szülőhelye, Parchim (1867. május 4-én), továbbá Berlin, Hamburg, Lübeck, Köln, Aachen, Görlitz und München. Számos német nyelvű városban fennmaradtak Moltkestrasse, Moltkeplatz nevű utcák, terek. Érdekes példa a Moltkestrasse Swakopmund (a volt Swakopmünde) városban, Namíbiában, az egykori Német-Délnyugatafrikában .

## Művei
- Zwei Freunde (Két barát) (regény, 1827)
- Briefe über die Zustände und Begebenheiten in der Türkei 1835–39 (Levelek a törökországi állapotokról és adottságokról), 1841 (Kivonatát lásd itt: Unter dem Halbmond, Projekt Gutenberg)
- Der russisch-türkische Feldzug 1828–29 (Az 1828–29-es orosz–török hadjárat), 1845
- Briefe aus Russland (Levelek Oroszországból), 1877
- Geschichte des Deutsch-Französischen Krieges von 1870–71 (Az 1870–71-es német-francia háború története), 1891
- Briefe an seine Braut und Frau (levelei menyasszonyához és feleségéhez), 1893
- Gesammelte Schriften und Denkwürdigkeiten (Összegyűjtött írásai és gondolatai), 1899
- Moltke: Aufzeichnungen, Briefe, Schriften, Reden (Feljegyzései, levelei, írásai, beszédei), 1922
- Helmuth von Moltke (1800-1891) írásai